# Gianfranco Paglia
Gianfranco Paglia (Sesto San Giovanni, 17 luglio 1970) è un ex militare e politico italiano, decorato con la medaglia d'oro al valor militare e deputato per Futuro e Libertà per l'Italia nella XVI Legislatura. La sua storia ha ispirato la fiction Le ali, trasmessa su Rai 1 il 9 novembre 2008.

## Biografia
Nel 1992 frequenta la Scuola allievi ufficiali di complemento di Cesano e il corso paracadutisti, venendo assegnato al 186º Reggimento paracadutisti "Folgore".
Come Sottotenente paracadutista ha partecipato alla missione IBIS UNOSOM II in Somalia. 
Nella battaglia del pastificio (Mogadiscio, 2 luglio 1993) colpito da tre proiettili, è stato gravemente ferito alla colonna vertebrale, e ha perso l'uso delle gambe. Per la sua azione in combattimento ha ricevuto la medaglia d'oro al valor militare. Nonostante l'invalidità nel 1997 è tornato a prestare servizio nell'Esercito, prendendo parte alla missione SFOR in Bosnia.
Nel 2008 si è candidato alle elezioni politiche per la Camera dei Deputati nella circoscrizione Campania 1, risultando eletto, per il Popolo della Libertà. Membro della commissione Difesa, nell'agosto del 2010 aderisce insieme ai finiani al gruppo parlamentare Futuro e Libertà per l'Italia. Alle elezioni del febbraio 2013, ricandidato con FLI alla Camera, non è stato rieletto.
Rientrato in servizio da tenente colonnello dopo l'esperienza parlamentare, alla Brigata bersaglieri "Garibaldi", nel luglio 2013 è stato chiamato come consulente dal ministro della Difesa Mario Mauro e poi, come consigliere, del ministro Roberta Pinotti fino al 2018.
Nel 2016 è anche capitano della prima squadra paralimpica della Difesa, ed è stato eletto consigliere nazionale della Federazione Italiana Tennistavolo.
Dal 2019 torna come consigliere al ministero della Difesa con il ministro Guerini, per le iniziative sportive per il personale militare disabile .
Nel novembre 2022 diviene consigliere del ministro della difesa Guido Crosetto.

## Onorificenze

### Estere
Cittadinanze onorarie